# 6508-as mellékút (Magyarország)
A 6508-as számú mellékút egy több mint huszonkét kilométer hosszú, négy számjegyű mellékút Tolna vármegye és Somogy vármegye határvidékén.

## Nyomvonala
A 61-es főútból ágazik ki, annak 65+350-es kilométerszelvénye táján, a Tolna vármegyei Nagykónyi központjában. Nyugat felé indul, Város utca néven, és 1,1 kilométer után hagyja el a település lakott területét. 2 kilométer után délnek fordul, mintegy másfél kilométeren át így halad a Koppány völgyében, majd újra nyugatnak kanyarodik és 3,8 kilométer után keresztezi a kis folyót, illetve átlép Értény területére. Pár lépéssel arrébb kiágazik belőle északnyugat felé a 65 154-es út – ez vezet a közel 4 kilométerre fekvő településre –, az út pedig nagyjából a Koppány folyását követve halad tovább nyugatnak, a község közigazgatási területének déli peremén.
Hatodik kilométere után lépi át a következő település, Koppányszántó határát, a község első házait 7,7 kilométer után éri el. Ott előbb Szabadság utca, majd Fő utca néven húzódik, és 9,6 kilométer után lép ki a falu házai közül. A 11. kilométerénél egy kisebb patakot keresztezve lépi át Tolna és Somogy vármegye határát, innentől Törökkoppány területén halad, és pontosan a 13. kilométerénél éri el annak házait. Két jelentősebb irányváltás dacára itt végig Kossuth Lajos utca a neve, és 14,8 kilométer megtétele után lép ki a település lakott területéről.
15,3 kilométer után érkezik Szorosad területére, 15,8 kilométer után már a falu belterületén jár; települési neve itt nincs is, bár a központon húzódik végig. 16,3 kilométer után, a község belterületének szélén kiágazik belőle észak felé a 6516-os út, és keresztezi a Zicsi-patakot. 16,6 kilométer után Somogydöröcske területére érkezik az út, ott 17,2 kilométer után kiágazik belőle dél felé a 65 119-es mellékút: ez vezet a zsákfalunak tekinthető település központjába.
A 18+350-es kilométerszelvénye táján éri el az útjába eső utolsó település, Somogyacsa határát, annak előbb Gerézdpuszta nevű külterületi településrésze mellett halad el, a lakott terület északi szélén, majd a 21+550-es kilométerszelvényénél kiágazik belőle dél felé a 65 121-es út, ami a község belterületére vezet. A 6505-ös útba beletorkollva ér véget, annak 30+800-as kilométerszelvénye közelében, Somogyacsa külterületén.
Teljes hossza, az országos közutak térképes nyilvántartását szolgáló kira.gov.hu adatbázisa szerint 22,244 kilométer.

## Települések az út mentén
- Nagykónyi
- Értény
- Koppányszántó
- Törökkoppány
- Szorosad
- Somogydöröcske
- Somogyacsa